# エルンスト・ドイッチュ
エルンスト・ドイッチュ（Ernst Deutsch, 1890年9月16日 - 1969年3月22日）はチェコスロヴァキア出身のオーストリアの俳優。

## 来歴
プラハ出身。1914年からウィーンのフォルクスビューネの舞台に立つ。その後はドレスデン、ベルリンなどの舞台に出演し、舞台俳優として知名度を上げる。1917年から映画出演、1920年に映画『朝から夜中まで』などに主演する。ナチス台頭後はイギリスに亡命、第二次世界大戦中はアメリカに移住した。戦後は1947年にオーストリアに戻り、ブルク劇場やベルリンのシラー劇場にゲスト出演した。映画では1949年にキャロル・リード監督の『第三の男』にオーソン・ウェルズ扮するハリー・ライムの仲間役が有名。1969年にベルリンで死去。